# Národní knihovna Nového Zélandu
Národní knihovna Nového Zélandu (anglicky National Library of New Zealand, maorsky Te Puna Mātauranga o Aotearoa) je novozélandskou národní knihovnou se sídlem ve Wellingtonu. Knihovna má právo na obdržení povinného výtisku knih publikovaných na Novém Zélandu, vydává národní bibliografii Nového Zélandu a slouží jako agentura přidělující ISBN a ISSN. Instituce vznikla v roce 1965 sloučením Knihovny Alexandera Turnbulla, Národní knihovní služby a Knihovny veřejného shromáždění (dnes opět samostatné Parlamentní knihovny). V Aucklandu a Christchurchi má specializovaná centra poskytující služby pro školy.
Od roku 2017 jsou v knihovně v rámci trvalé výstavy uloženy tři důležité dokumenty novozélandské historie: Smlouva z Waitangi (Te Tiriti o Waitangi) (1840), Deklarace nezávislosti Spojených novozélandských kmenů (He Whakaputanga o te Rangatiratanga o Nu Tireni) (1935) a Petice za volební právo žen (Te Petihana Whakamana Poti Wahine) (1893).

## Budovy a sbírky knihovny

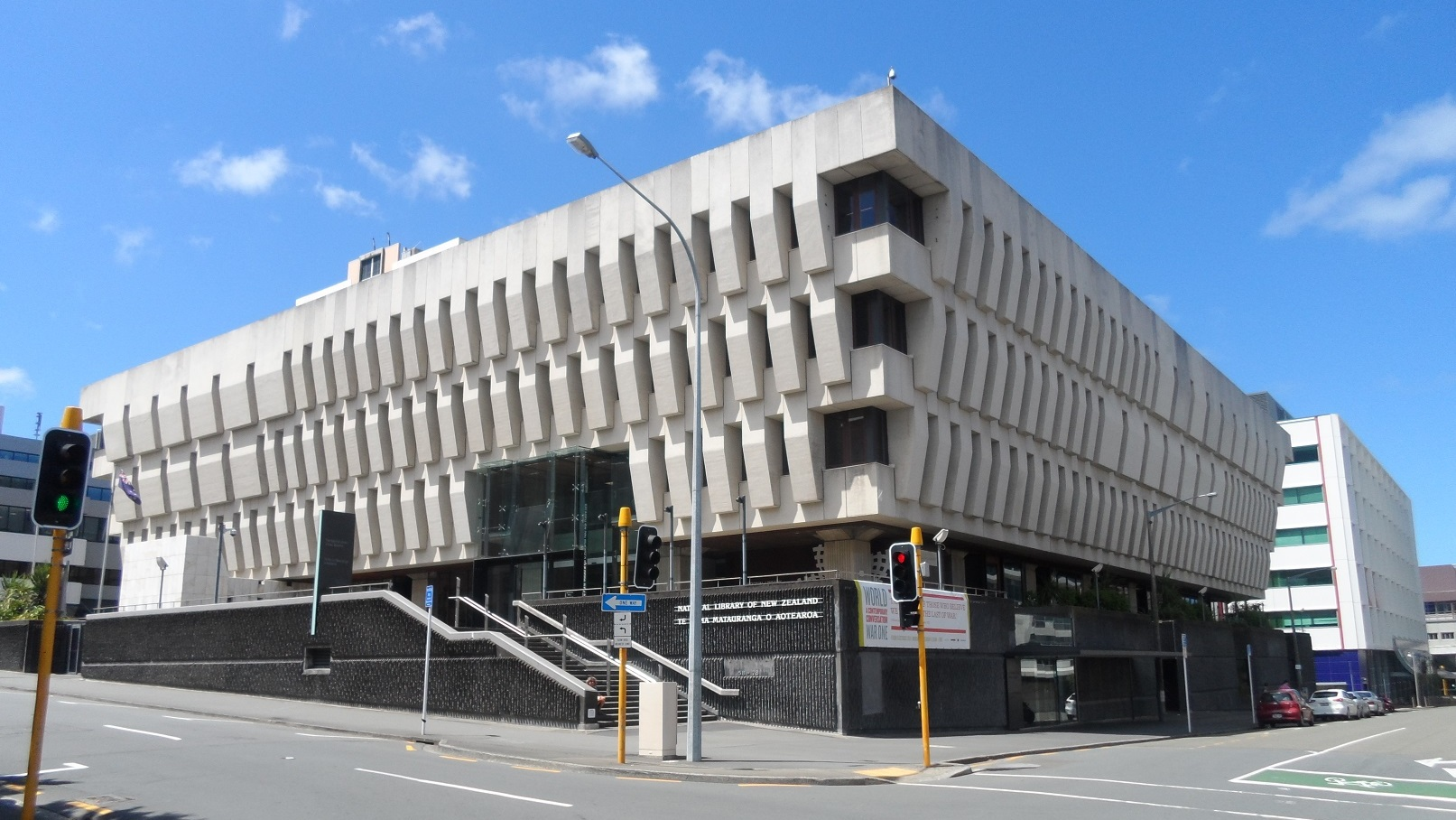
Pohled na hlavní budovu Národní knihovny

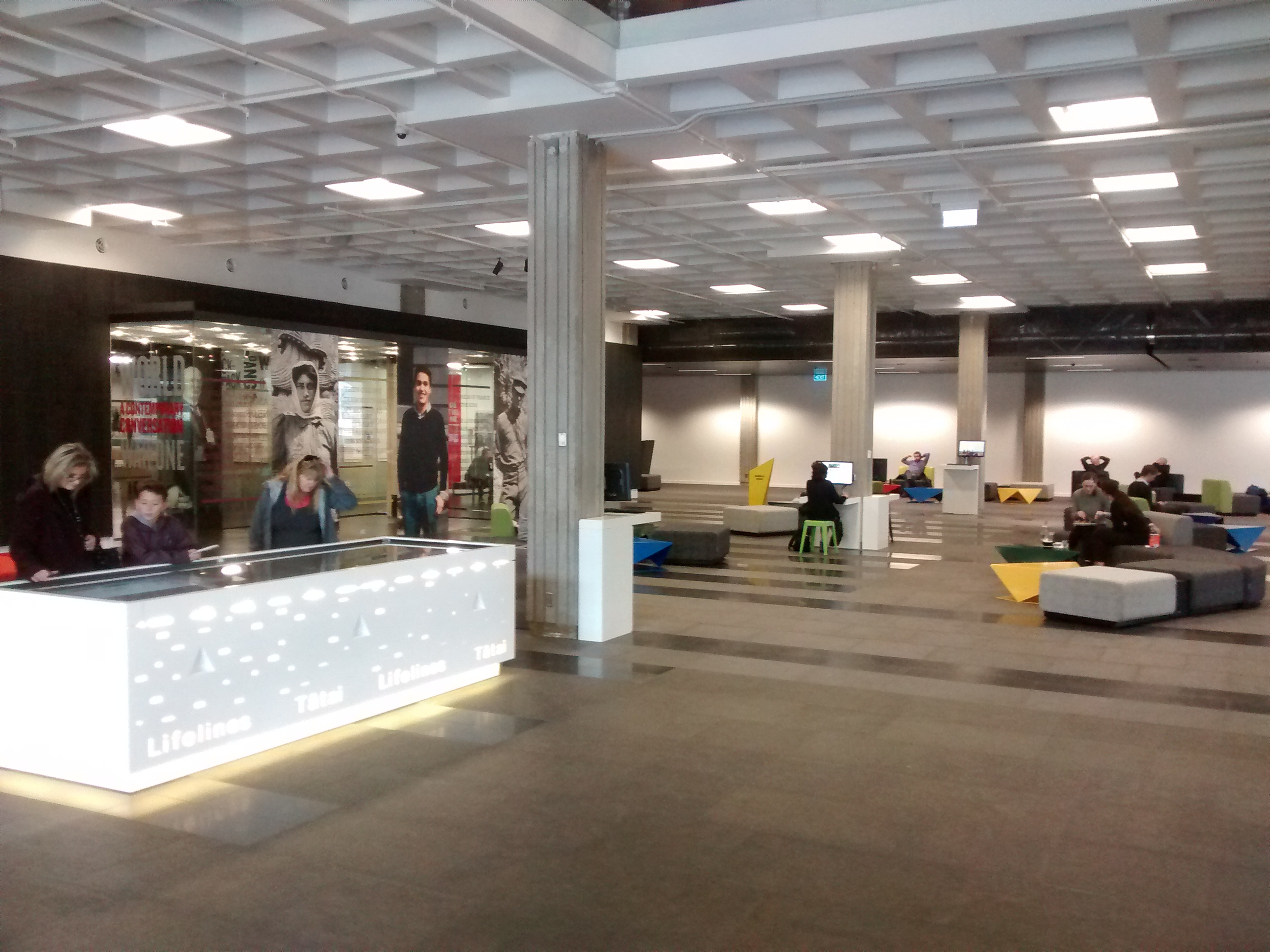
Vstupní hala Národní knihovny

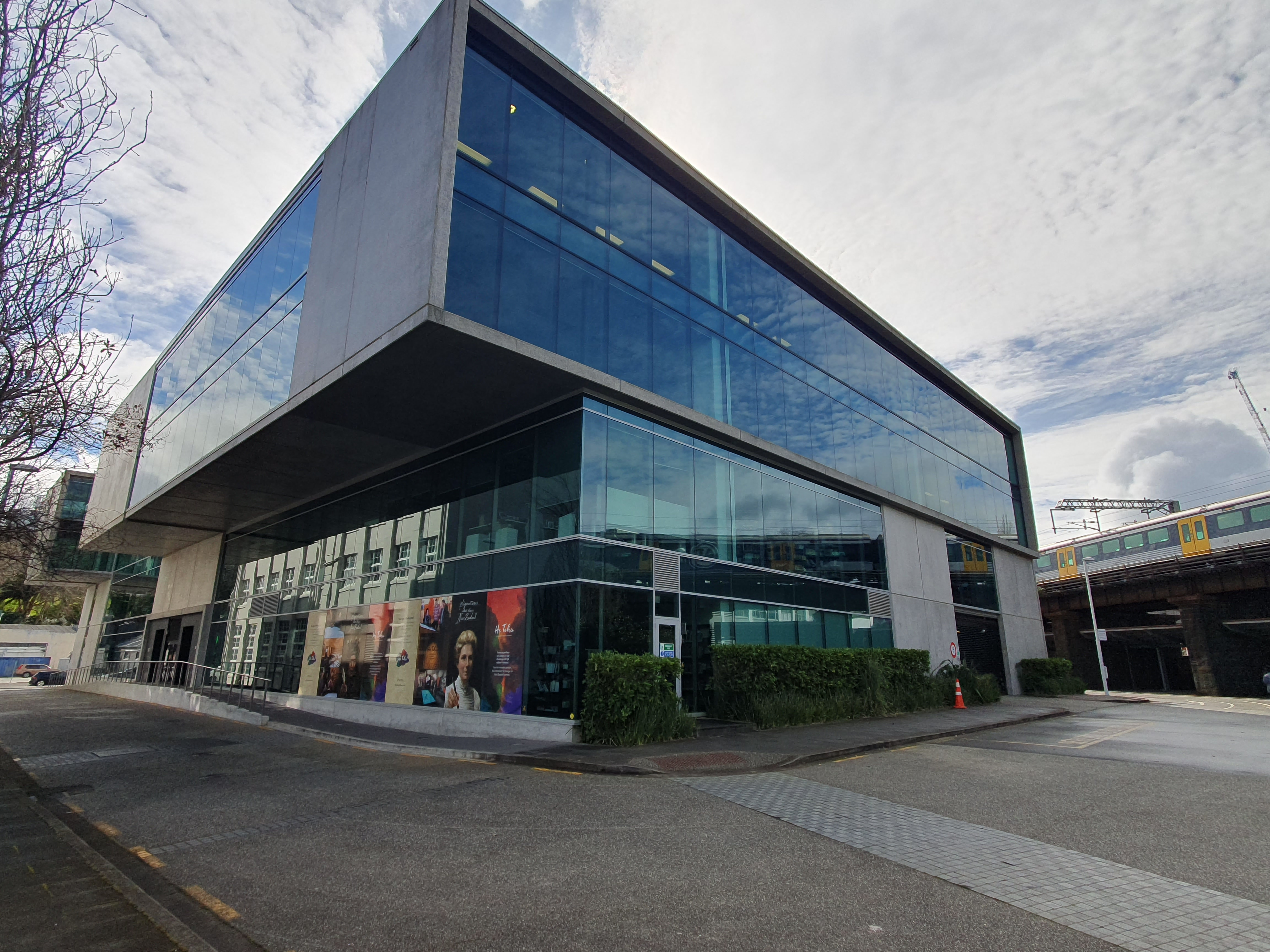
Centrum Národní knihovny v Aucklandu

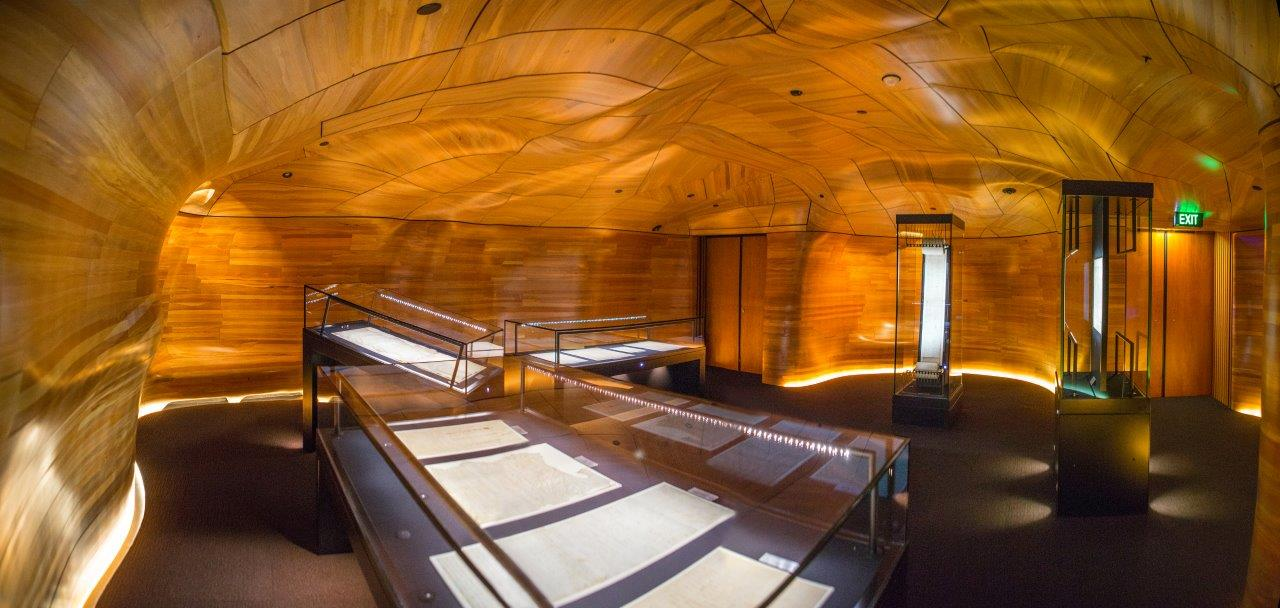
He Tohu – výstava tří důležitých dokumentů novozélandské historie ve speciálně zhotoveném výstavním sále

Národní knihovnu Nového Zélandu tvoří tři budovy: hlavní budova ve Wellingtonu a budovy v Aucklandu a Christchurchi. Hlavní budova poskytuje většinu služeb národní knihovny, zatímco poslední dvě jmenované mají úzké zaměření (služby pro školy) a jsou označena jako Centra Národní knihovny.
- Wellington[3] (roh Molesworth a Aitken Street) – přístup ke sbírkám knihovny (prezenčně, část absenčně) a další knihovní služby, výstavy
  - Obecné fondy
  - Fondy Knihovny Alexandera Turnbulla

- Auckland[4] (8 Stanley Street, Parnell) – služby školám – včetně poradenství (školní knihovny, čtení a digitální gramotnost, online výukové a vzdělávací zdroje) a podpory profesního rozvoje
  - Školní fondy

- Christchurch[5] (Unit 7/150 Cavendish Business Park) – otevřeno po předchozí domluvě – služby školám – včetně poradenství (školní knihovny, čtení a digitální gramotnost, online výukové a vzdělávací zdroje) a podpory profesního rozvoje   
  - Školní fondy

Dokumenty Národní knihovny jsou podle své povahy a oddělení knihovny zodpovědného za jejich správu sdruženy do tří hlavních fondů. Ty se dále dělí na různé sbírky. Až na výjimky jsou dokumenty určené k prezenčnímu studiu v jedné ze studoven.
- Obecné fondy[7]
  - obecné sbírky knih a periodik
  - online databáze, digitalizované dokumenty, e-zdroje
  - obecná sbírka pro absenční výpůjčky – sbírka knih napříč tématy, s důrazem na Nový Zéland a pacifické ostrovy
- Fondy Knihovny Alexandera Turnbulla[8]
  - dále rozšiřované sbírky s jádrem z původní soukromé sbírky Alexandera Turnbulla
  - početné sbírky týkající se osidlování a historie Nového Zélandu, Novozélanďanů a života na Novém Zélandu, maorštiny a maorské historie a kultury, pacifických ostrovů a Antarktidy
  - sbírky děl britských autorů
  - další specializované sbírky jako fotografie, mapy, zvukové nahrávky, hudebniny, kreslené vtipy, malby a kresby

- Školní fondy[9]
  - přes 500 tisíc knih v angličtině, maorštině, pacifických jazycích a dalších jazycích (pro podporu výuky imigrantů)
  - výpůjčky pro registrované novozélandské školy a domácí učitele

Budova knihovny je využívaná také k různým trvalým či dočasným výstavám.
- He Tohu je výstava tří důležitých dokumentů novozélandské historie v prostorách Národní knihovny. Byla otevřena v roce 2017, kdy byly dokumenty přeneseny z Národního archivu do nové výstavní místnosti ze dřeva stromu rimu z Národního parku Kahurangi. Při otevření se počítalo s přibližnou délkou trvání výstavy 25 let.[2][10]
  - Deklarace nezávislosti Spojených novozélandských kmenů (He Whakaputanga o te Rangatiratanga o Nu Tireni) (1935)
  - Smlouva z Waitangi (Te Tiriti o Waitangi) (1840)
  - Petice za volební právo žen (Te Petihana Whakamana Poti Wahine) (1893)

## Právo povinného výtisku a národní bibliografiePublications NZ
Zákon o autorském právu z roku 1962 dal automatické právo na obdržení povinného výtisku všech děl vydaných na Novém Zélandu Knihovně valného shromáždění a právo o povinné výtisky žádat řediteli Národní knihovní služby. Protože Národní knihovna svým vznikem obě tyto instituce sloučila, sama toto právo neměla. Opětovné odloučení Knihovny valného shromáždění tak přineslo nutnost právo na Národní knihovnu převést dodatkem z roku 1986. Právo opětovně potvrdil Zákon o Národní knihovně z roku 2003. Zvláštnosti vztahující se k povinným výtiskům určitých typů dokumentů pak byly dále doplněny třemi nařízeními: hned roku 2004 pro knihy a periodika, roku 2006 pro elektronické dokumenty a roku 2017 pro fotografie. 
Od roku 1968 knihovna vydává Národní bibliografii Nového Zélandu (Publications New Zealand), seznam bibliografických záznamů knih, pamfletů, edičních řad, dalších fyzických dokumentů a elektronických dokumentů buď publikovaných na Novém Zélandu, či splňujících některou z dalších podmínek: 1. alespoň 20 % obsahu se týká Nového Zélandu, 2. daná kniha, film apod. se odehrává na Novém Zélandu, či 3. podílel se na nich novozélandský autor, editor, ilustrátor, skladatel apod. Národní bibliografie pokrývá období od roku 1815 do současnosti a je přístupná on-line. Národní knihovna je zároveň zodpovědná za přidělování ISBN, ISSN a ISMN – mezinárodních standardních čísel pro knihy, sériové publikace a hudebniny.

## Historie

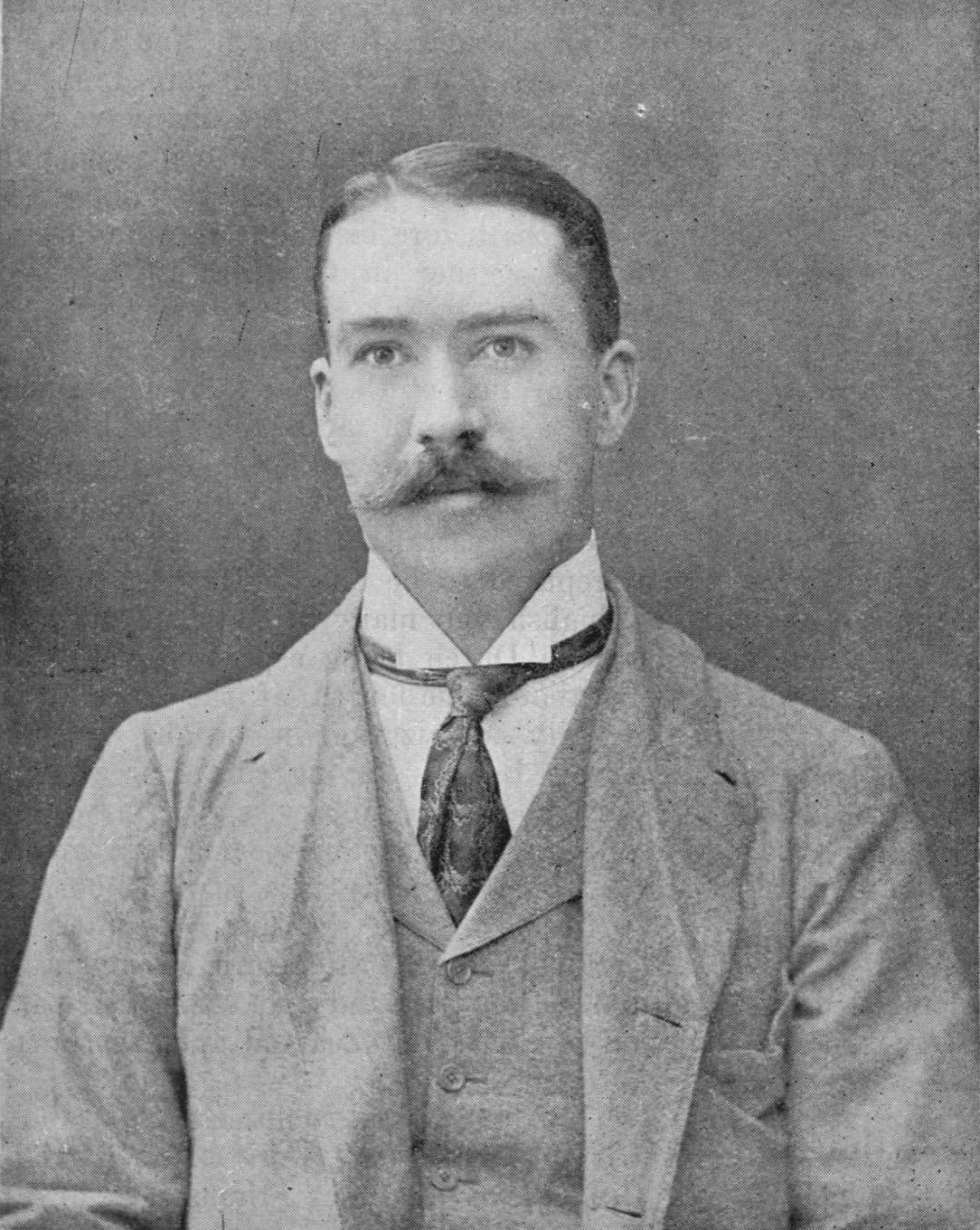
Alexander Horsburgh Turnbull (1868-1918)

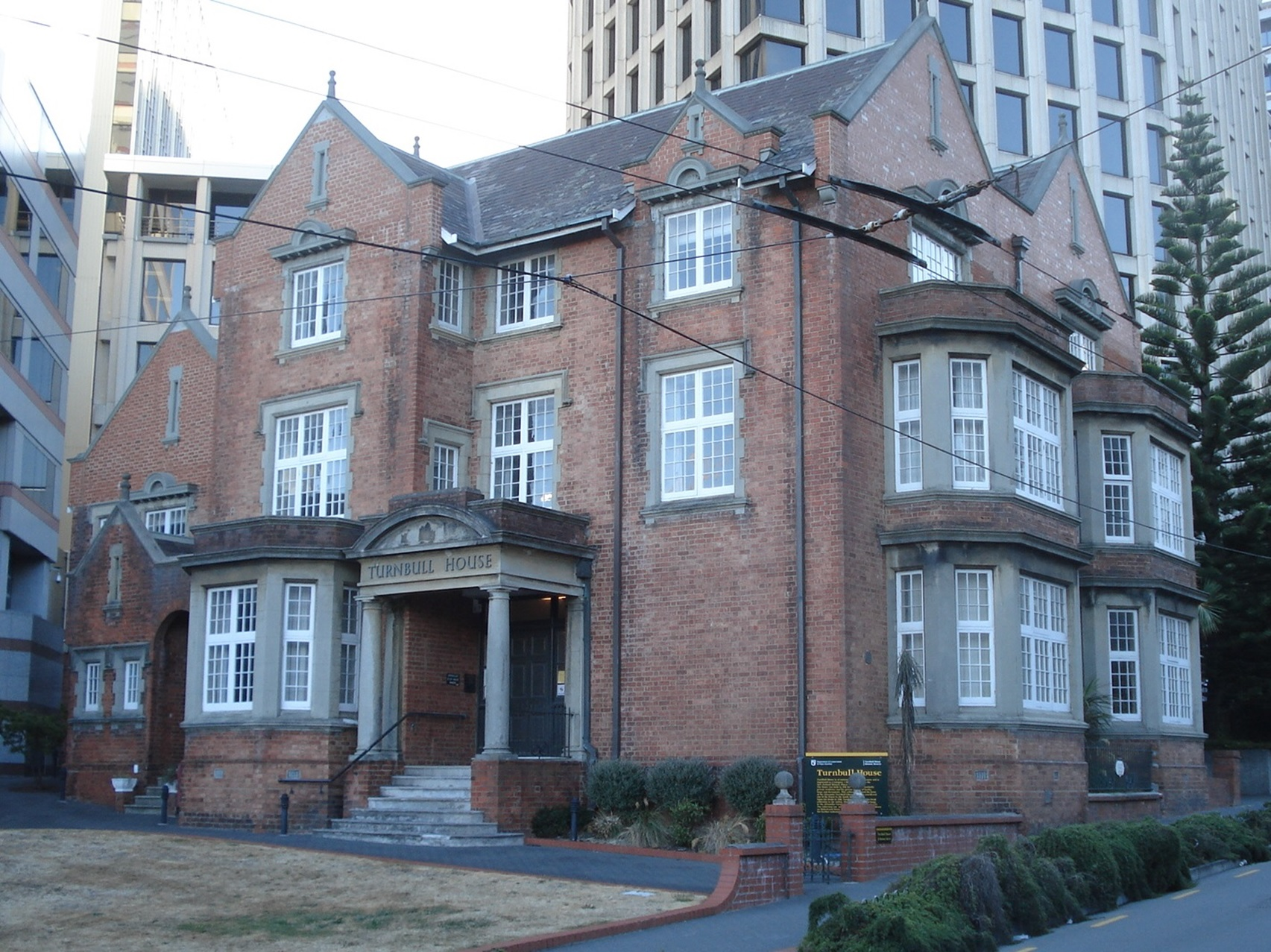
Turnbullův dům (Turnbull House) v moderní zástavbě novozélandské "vládní čtvrti"

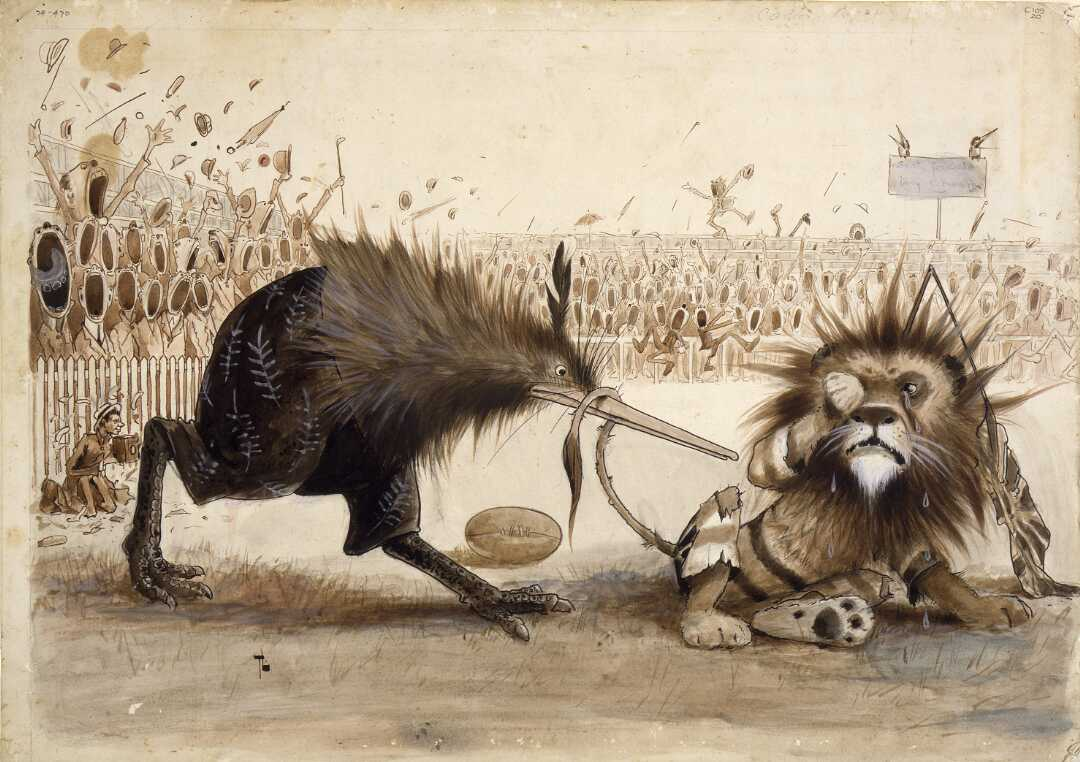
Kreslený vtip (cartoon) oslavující rugbyové vítězství All Blacks nad týmem Anglie. Trevor Lloyd, Auckland Weekly News, 30. červenec 1908. (sbírky Knihovny Alexandera Turnbulla)

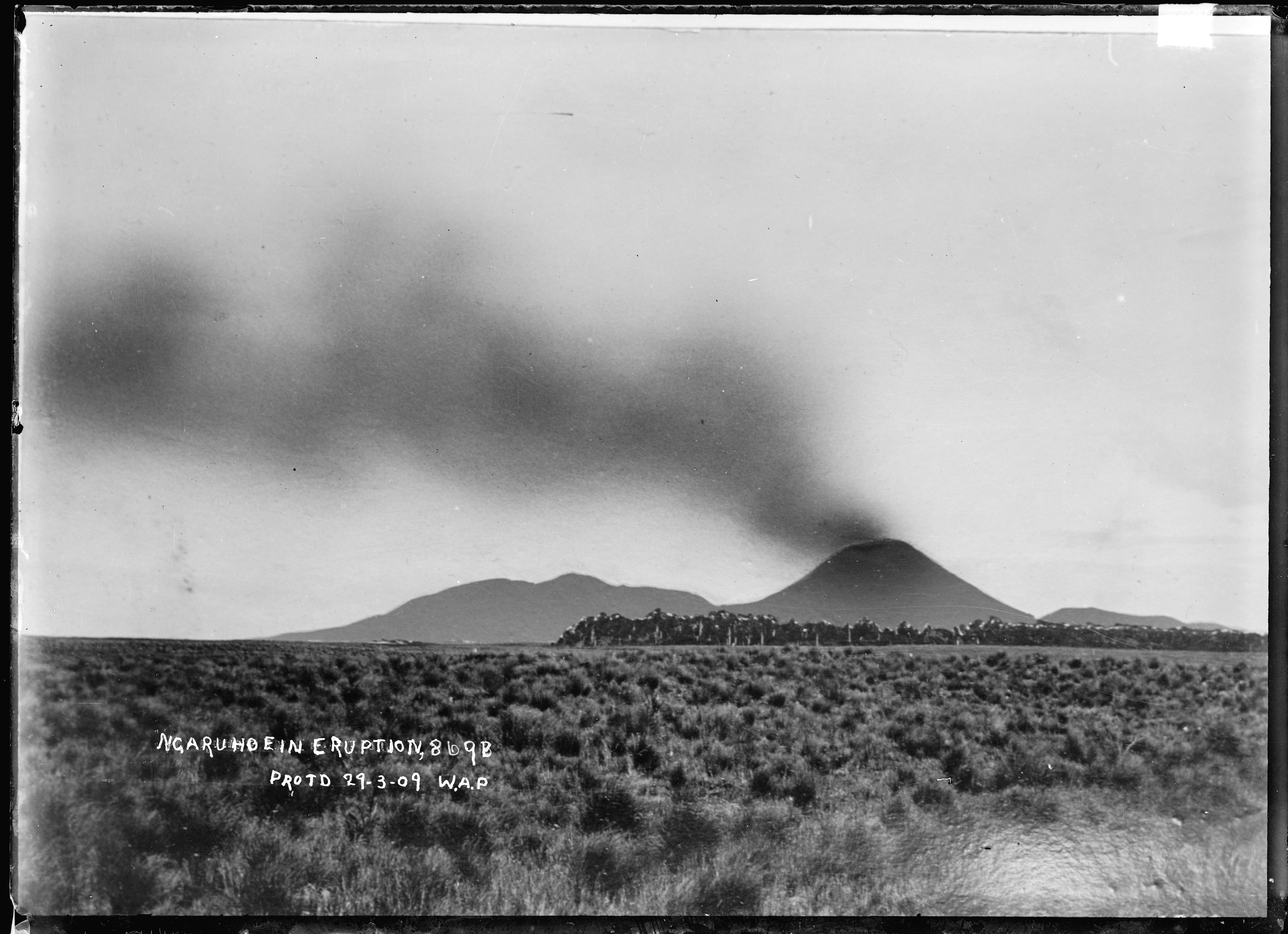
Fotografie erupce sopky Mount Ngauruhoe. William A. Price, 29. březen 1909. (sbírky Knihovny Alexandera Turnbulla)

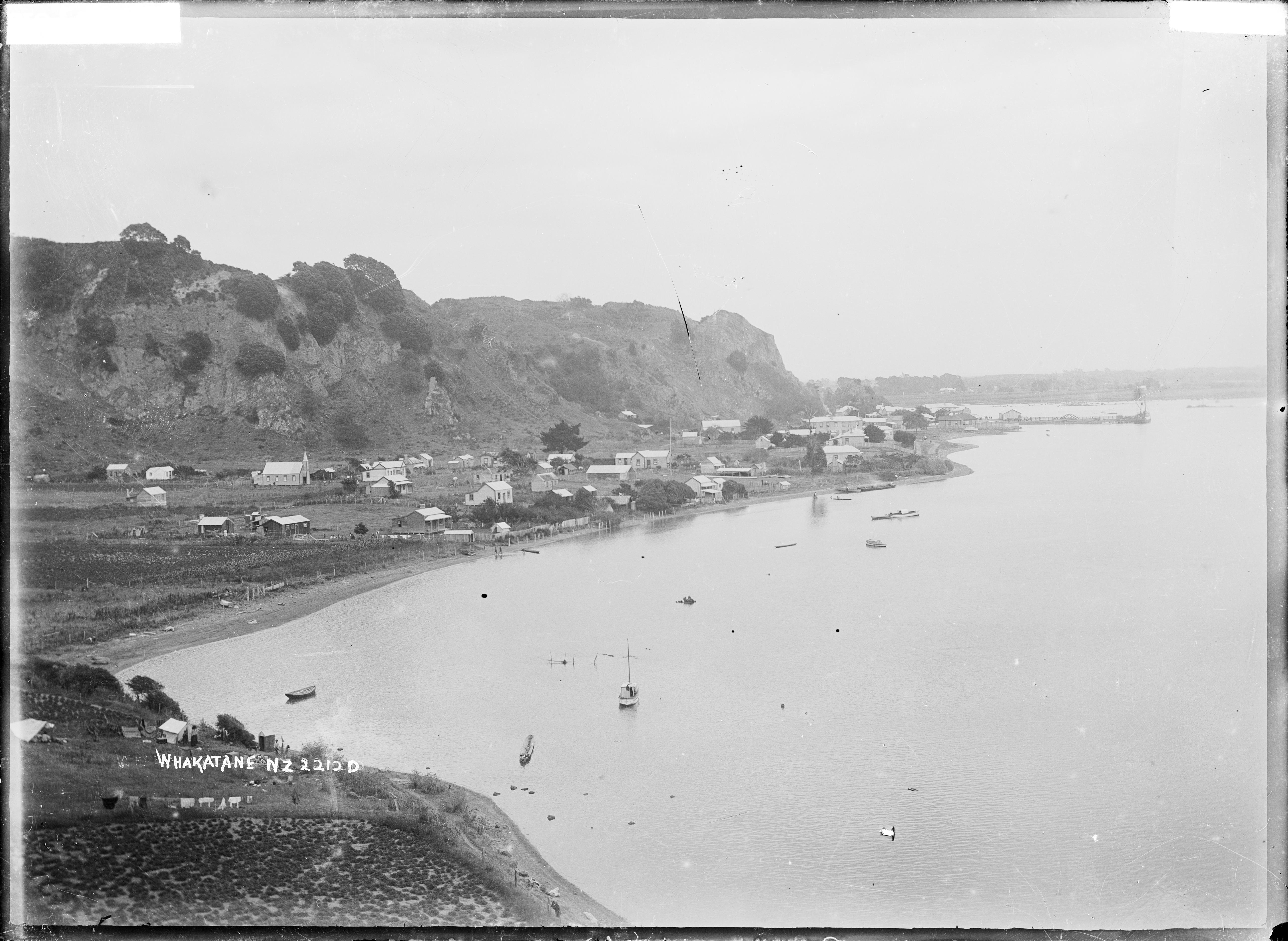
Historická fotografie osídlení Nového Zélandu. (Vesnice Whakatāne v oblasti Bay of Plenty na Severním ostrově Nového Zélandu) William A. Price, mezi lety 1900 a 1910. (sbírky Knihovny Alexandera Turnbulla)

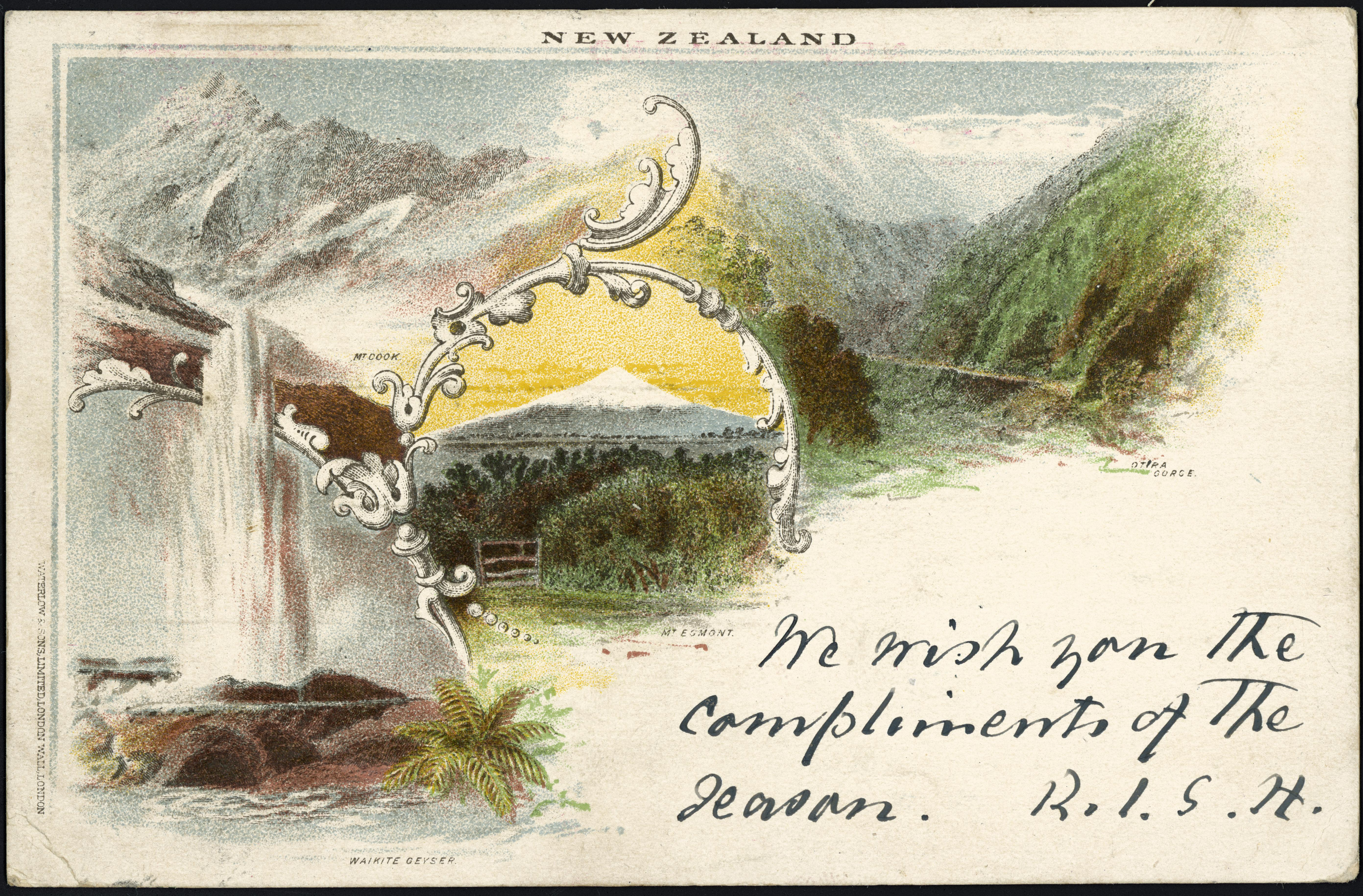
První pohlednice vydaná Novozélandskou poštou. Vyobrazeny jsou Mount Cook (Aoraki), Mount Taranaki (dříve Mount Egmont), Otira Gorge (Otirská rokle) a gejzír Waikite ve Whakarewarewa. Prosinec 1897. (sbírky Knihovny Alexandera Turnbulla)

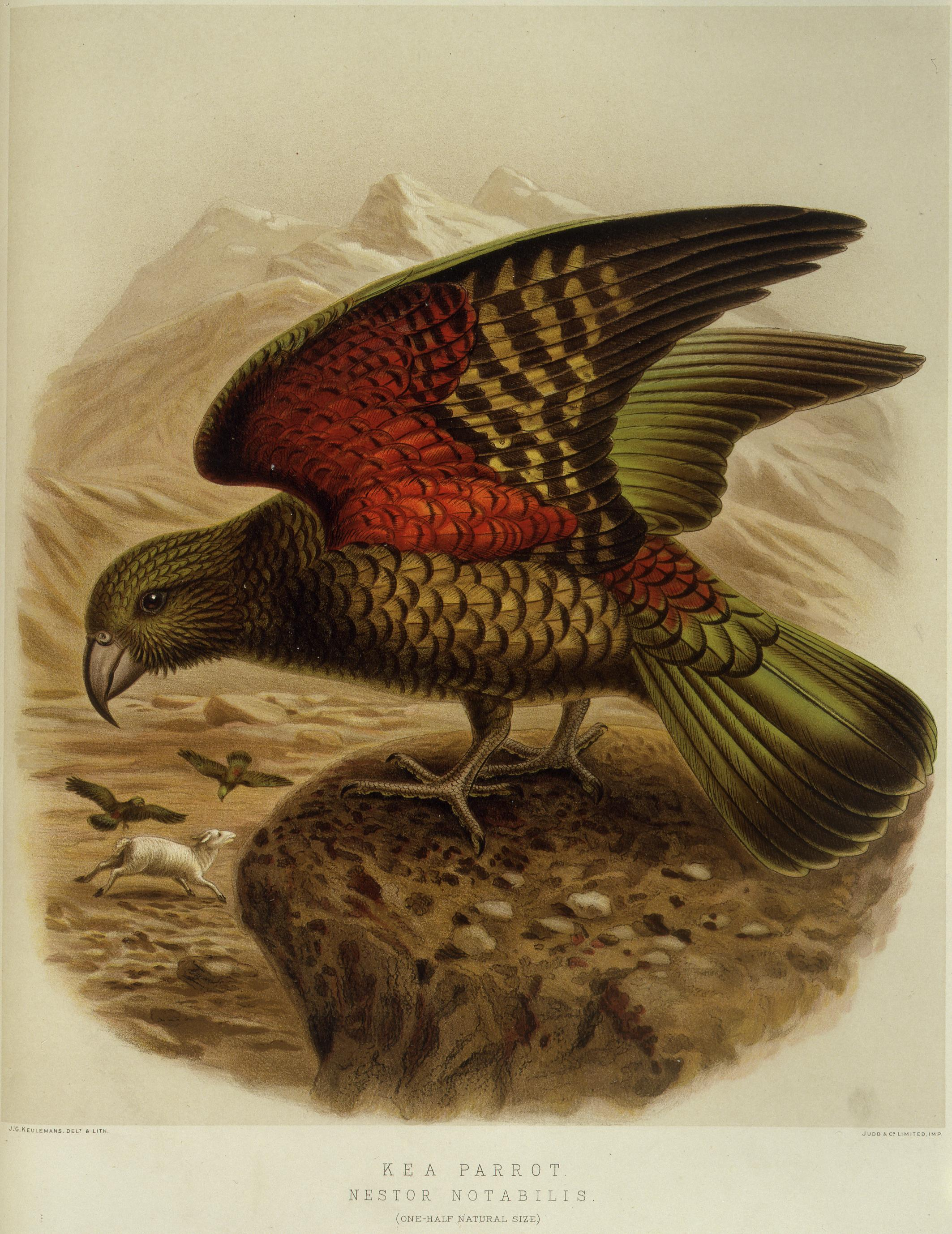
Papoušek nestor kea. Ilustrace Johna Gerrarda Keulemanse z: Buller, Walter Lawry. A History of the Birds of New Zealand, 1888. (sbírky Knihovny Alexandera Turnbulla)

Národní knihovna Nového Zélandu vznikla zákonem z roku 1965 sloučením Knihovny Valného shromáždění (General Assembly Library) (Valné shromáždění je původní název novozélandského dvoukomorového parlamentu), Národní knihovní služby (National Library Service) a Knihovny Alexandera Turnbulla (Alexander Turnbull Library).
Alexander Horsburgh Turnbull (1868-1918) se narodil ve Wellingtonu do rodiny skotského obchodníka a dětství prožil a vzdělání se mu dostalo v Británii. Byl velkým sběratelem knih a jeho osobní sbírka byla od roku 1916 uložena v Turnbullově domě (Turnbull House) na wellingtonské Bowen Street. Tou dobou byla největší soukromou sbírkou na Novém Zélandu a čítala na 55 tisíc dokumentů (knih, pamfletů, novin a časopisů, map, maleb, kreseb, tisků a rukopisů) zaměřených především na Nový Zéland, pacifické ostrovy, skotskou historii, anglickou literaturu (zvláště významná byla sbírka díla Johna Miltona) a krásných umění. Turnbull sbírku věnoval novozélandské vládě (například v roce 1913 budoucímu národnímu muzeu anonymně věnoval 500 maorských a pacifických artefaktů), aby se stala nedělitelným základem prezenční vědecké knihovny města Wellington. Ta byla pro veřejnost otevřena roku 1920 v Turnbullově domě, který za tímto účelem vláda zakoupila, jako Knihovna Alexandera Turnbulla.
Budova národní knihovny, projektovaná Ministerstvem veřejných prací (Ministry of Works) mezi lety 1971 a 1975, byla otevřena v roce 1987 na Molesworth Street. Přesun několika milionů knih ze 14 budov, v nichž byly do té doby sbírky knihovny rozmístěny, provedlo 300 zaměstnanců mezi lednem a prosincem 1987. Knihovna Alexandera Turnbulla si i po přesunutí do nové budovy nadále podržela svůj speciální status a nebyla se sbírkami Národní knihovny zcela sloučena. První služba čtenáři (přístup k rukopisům Knihovny Alexandera Turnbulla) byla umožněna už 6. dubna 1987 a pro veřejnost byla nová budova otevřena už 1. července, tedy více než měsíc před slavnostním otevřením 5. srpna.
Přípravy na otevření nové budovy a přesun sbírek Národní knihovny na jediné místo s sebou přinesly také velké změny týkající se bývalé Knihovny národního shromáždění. Ta coby Parlamentní knihovna získala již v roce 1985 opětovně samostatnost. Jejím hlavním posláním bylo sloužit jako knihovna pro novozélandský parlament a dokumenty z jiných oblastí, které z ní v předchozích dvaceti letech byly přesunuty do jiných budov, zůstaly ve vlastnictví Národní knihovny.
V roce otevření budovy na Molesworth Street (1987) knihovna představila také nové služby. Byl spuštěn Kiwinet (online služba pro vyhledávání informací), kde bylo mj. indexováno 175 novozélandských časopisů (získaných především skrze povinné výtisky). Do nové budovy byl přesunutý Novozélandský archiv orální historie (New Zealand Oral History Archive), o jehož zpřístupňování se starala Knihovna Alexandera Turnbulla. Odstartován byl pilotní projekt spolupráce knihovny s Kohanga Reo (školky v maorském jazyce) v oblasti Northland (sever Severního ostrova Nového Zélandu) a knihovna také oficiálně přijala jméno v maorštině Te Puna Mātauranga o Aotearoa (studnice či pramen poznání Nového Zélandu).
Tři velké projekty z roku 1993 dále dokládají priority Národní knihovny: rozšiřování sbírek, fungování coby normativní instituce a spolupráce s maorskou komunitou. Byl zahájen provoz Novozélandského archivu kreslených vtipů (New Zealand Cartoon Archive) spravovaných Knihovnou Alexandera Turnbulla, ve spolupráci s Oddělením pro Deweyův desetinný systém americké Knihovny Kongresu byla publikována nová klasifikace pro novozélandské regiony a historická období, a byl odstartován velký projekt identifikace a rekatalogizace všech dokumentů vytištěných v maorštině před rokem 1900.
V roce 2001 Národní knihovna vydala Plán pro spolupráci (Te Kaupapa Mahi Tahi / A Plan for Partnership), osmistránkový dvojjazyčný dokument, který se měl stát základem závazku knihovny vůči maorským čtenářům. Mluvil o spolupráci mezi knihovnou a maorskými kmeny (iwi), ochraně materiálních i nemateriálních pokladů/darů (taonga) a důrazu na maorské správcovství a ochranu přírodního prostředí a zdrojů (kaitiakitanga) a zajištění přístupu k maorskému souboru vědění a zkušeností (mātauranga) pro všechny Novozélanďany.
Zákonem z roku 2003 byly upraveny právní existence, práva a povinnosti Národní knihovny. Zrušen byl původní zákon o Národní knihovně a s ním také právní subjekt Správci Národní knihovny (Trustees of National Library). Znovu uzákoněno bylo právo Národní knihovny na povinný výtisk.
Konec první dekády 21. století byl pro knihovnu spojený s rozvojem internetu. V odpovědi na zvyšující se počet digitálních publikací byl v roce 2008 spuštěn Národní archiv digitálního dědictví (National Digital Heritage Archive), na jehož tvorbě se knihovna podílela. A ve stejné době byla knihovna součástí projektu Síť pro lidi Nového Zélandu (Aotearoa's People Network), poskytování veřejného přístupu k internetu v budovách knihoven.
Mezi lety 2009 a 2011 měla budova knihovny, která se od svého otevření vyjma přestavby vchodu v roce 2005 příliš nezměnila, podstoupit velkou rekonstrukci a modernizaci, jejímž cílem bylo výrazně změnit podobu a dispozice knihovny. Nová vláda však výrazně omezila rozpočet přestavby a rekonstrukce mezi lety 2010 a 2012 tak například zachovala původní podobu budovy. Od roku 2011 (oznámeno v roce 2010) se také Národní knihovna stala součástí Ministerstva vnitra (Department of Internal Affairs). Do roku 1989 byla Knihovna součástí Ministerstva školství (Department of Education) a mezi lety 1989 a 2011 byla nezávislým "oddělením" vlády na úrovni ministerstva (governmental department).
V červnu 2025 Národní knihovna rozhodla o vyjmutí 500 tisíc "nepoužívaných" zahraničních knih z fondů a jejich zničení za účelem uvolnění místa pro nové akvizice. Vzhledem k zákonné povaze těchto knih jako majetku Národní knihovny byla jiná řešení, jako odprodej na základě veřejné soutěže, označena za příliš nákladná. Již definitivní rozhodnutí se tak opět vrátilo k původnímu rozhodnutí z roku 2018 a opět se setkalo s negativními ohlasy a protesty veřejnosti proti nenávratné ztrátě přístupu k těmto knihám. Právě tyto protesty v roce 2018 vedly k oznámení plánu na digitalizaci daných 500 tisíc knih a jejich zpřístupnění skrze Internet Archive. Od plánu bylo nicméně upuštěno kvůli otázce autorských práv a protestům autorů a vydavatelů.